# اردوگاه اودونل
اردوگاه او دونل (انگلیسی: Camp O'Donnell) قطعه زمین نظامی سابق ایالات متحده در فیلیپین واقع در جزیره لوزون در شهرداری Capas در تارلاک بود.
در طول جنگ جهانی دوم، از این رزرو به عنوان اردوگاه زندانیان جنگی (POW) برای سربازان فیلیپینی و آمریکایی اسیر ژاپن استفاده شد. حمله موفقیت‌آمیز آن به فیلیپین لشکرکشی فیلیپین (۴۲–۱۹۴۱). حدود ۶۰٬۰۰۰ فیلیپینی و ۹٬۰۰۰ آمریکایی در این اردوگاه اسکان داده شدند. طی چند ماه در سال ۱۹۴۲ که از اردوگاه اودونل به عنوان اردوگاه اسرا استفاده شد، حدود ۲۰٬۰۰۰ فیلیپینی و ۱۵۰۰ آمریکایی در آنجا به دلیل بیماری، گرسنگی، غفلت و بی‌رحمی جان خود را از دست دادند.